# Joint Airlock

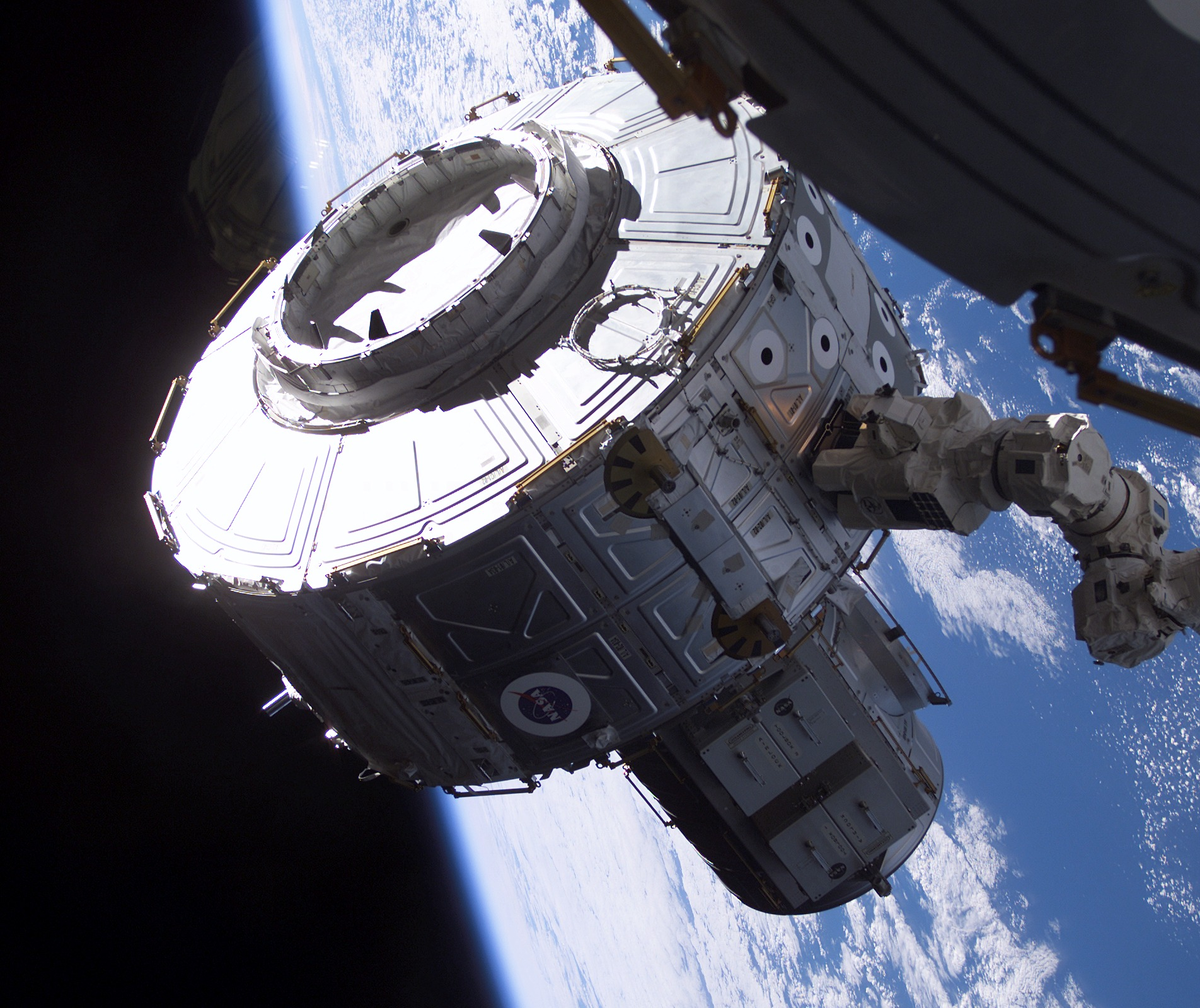
Quest Joint Airlock Module (NASA)

Il "Quest" Joint Airlock Module è il primo modulo statunitense sviluppato per svolgere attività extraveicolari all'esterno della Stazione spaziale internazionale. Il modulo in teoria è stato sviluppato per permettere agli astronauti statunitensi e russi di svolgere attività esterne alla stazione ma attualmente può essere utilizzato solo dagli statunitensi dato che per l'utilizzo delle apparecchiature russe servono dei componenti attualmente non presenti nel modulo. Prima del montaggio del modulo gli americani potevano effettuare EVA solo in presenza dello Space Shuttle mentre i russi utilizzano il modulo Zvezda.

## Progetto
La camera di compensazione Quest è costituita da due segmenti: la sezione equipaggiamento che contiene le tute spaziali e altri materiali, e la sezione equipaggio, dal quale gli astronauti possono uscire all'esterno. Esso deriva dalla camera presente sullo Space Shuttle, anche se è stato significativamente modificato per sprecare meno aria quando viene utilizzato. È stato collegato al Common Berthing Mechanism del modulo Unity durante la missione STS-104. Possiede degli alloggiamenti per due serbatoi di ossigeno e due serbatoi di azoto, che riforniscono l'aria nella parte statunitense della stazione spaziale, dopo la perdita d'aria conseguente alla sua apertura.
L'Airlock Quest si rese necessario poiché le tute spaziali statunitensi non erano adatte all'airlock russo, che possiede componenti, connessioni ed equipaggiamenti diversi. Il Quest è un componente progettato per contenere equipaggiamenti che possono essere impiegati con entrambi i tipi di tute spaziali, tuttavia contiene attualmente solo equipaggiamento statunitense perché quello russo non è stato ancora portato sulla stazione.

## "Acclimatamento"
L'airlock permette agli astronauti di trascorrere la notte prima di una passeggiata spaziale in un ambiente a ridotto contenuto di azoto per poterlo espellere dal flusso sanguigno. Il compartimento viene infatti impostato con una pressione di 35 kPa e un'atmosfera di ossigeno puro, un ambiente analogo a quello presente all'interno delle tute spaziali. In questo modo si evitano i problemi derivati dalla decompressione. Precedentemente le procedure di preparazione a un'attività extraveicolare richiedevano la respirazione di ossigeno puro per diverse ore, in modo da smaltire l'azoto dall'organismo. 
Questa nuova procedura di "acclimatamento" venne sperimentata la prima volta nell'aprile 2006 dal comandante William McArthur dell'Expedition 12 e dall'ingegnere di volo Jeffrey Williams dell'Expedition 13, che trascorsero il periodo di riposo nel airlock Quest. Nella camera la pressione venne ridotta dal valore standard di 101 kPa a 70 kPa. Anche se la procedura dovette essere interrotta a causa di un imprevisto, il test si rivelò un successo e la tecnica venne adottata dagli astronauti statunitensi.

## Serbatoi di gas
Due serbatoi ad alta pressione di ossigeno e due di azoto sono collegati esternamente e provvedono al rifornimento di gas al sistema di controllo e rifornimento atmosferico e al rifornimento delle tute spaziali. La ricarica dei serbatoi viene effettuata dallo Space Shuttle quando è attraccato alla stazione tramite il Pressurized Mating Adapter 2 o il Pressurized Mating Adapter 3. Essi possiedono le connessioni che collegano l'orbiter con i sistemi della stazione. L'Oxygen Recharge Compressor Assembly è un componente che viene utilizzato per inviare ossigeno dai serbatoi dell'orbiter ai serbatoi ad alta pressione della stazione.

## Specifiche
- Lunghezza: 5,5 m
- Diametro: 4 m
- Massa: 6064 kg
- Volume: 34 m3